# Максимилиан Эмануэль Баварский
Максимилиа́н Эмануэль Баварский (нем. Maximilian Emanuel in Bayern; 7 декабря 1849, Мюнхен — 12 июня 1893, Фельдафинг) — герцог Баварский из Виттельсбахов. Младший брат императрицы Австрии Елизаветы. Офицер баварской королевской армии, генерал-лейтенант.

## Биография
Максимилиан Эмануэль — сын герцога Максимилиана Баварского и Людовики Баварской, младший из десяти детей в герцогской семье. 
Мечтал о военной карьере и в 1865 году был зачислен в звании лейтенанта во 2-й уланский полк. В 1866 году принимал участие в войне против Пруссии, сражался под Хюнфельдом и Хаммельбургом. С 1867 года служил в 3-м кавалерийском полку «Герцог Карл Теодор» и в его составе сражался во Франко-прусскую войну под Вёртом, Бомоном и Орлеаном и участвовал в осаде Парижа. В 1873—1874 годах Макс Эмануэль был откомандирован на учёбу в Баварскую военную академию, но окончил только один курс, отправившись служить в 1-й уланский полк, где в 1875 году получил звание ротмистра. В следующем году получил звание майора и стал командиром эскадрона в 1-м кавалерийском полку. С этой должности в 1877 году Макс Эмануэль был уволен в запас по состоянию здоровья. В последующие годы последовательно повышался в звании и в 1889 году стал генерал-лейтенантом. В июне 1893 года у Макса Эмануэля открылось желудочное кровотечение, от которого он умер.
Мать Амалия тяжело перенесла внезапную смерть супруга, серьёзно заболела и умерла от перитонита в мае 1894 года.
Кристоф и его братья Зигфрид и Луитпольд менее чем за год стали круглыми сиротами. Их дядя, герцог Карл Теодор Баварский, и его супруга Мария Жозе Португальская взяли на себя заботу о мальчиках и даже собирались принять их в свою семью, но этому воспротивилась бабушка по материнской линии Клементина Орлеанская, которая стремилась сохранить за внуками фамильную линию и резиденцию во дворце Бидерштайн. Поэтому воспитание сирот было возложено на придворную даму почившей герцогини Амалии графиню Марию Фуггер-Глётт (1859—1934) и гофмейстера Бидерштайна барона Макса фон Редвица, сына поэта Оскара фон Редвица. Им оказывали поддержку герцог Карл Теодор и Мария Жозе, которые некоторое время даже постоянно проживали во дворце Бидерштайн.

## Потомки
В 1875 году Максимилиан Эмануэль благодаря посредничеству сестры-императрицы женился в Вене на Амалии Саксен-Кобург-Готской. У супругов родилось трое сыновей:
- Зигфрид Август (1876—1952), был помолвлен, свадьба не состоялась, детей не имел
- Кристоф Иосиф (1879—1963), женат на Анне Зибиг (1874—1958), брак бездетный
- Луитпольд Эмануэль (1890—1973), не был женат, детей не имел